# Les Enfants de Saturne (pièce de théâtre)
Pour l'album de Luke, voir Les Enfants de Saturne.
Les Enfants de Saturne est une pièce de théâtre d'Olivier Py créée en 2009 au théâtre de l'Odéon.

## Argument
L'intrigue tourne autour de Saturne, propriétaire du journal La République, et de ses enfants : Ans, Paul, Simon et Ré (son fils illégitime qui a perdu une main par sa faute). Elle suit la progression de l'envie de vengeance de Ré, se traduisant par l'élimination de chacun des enfants de Saturne.

## Intrigue détaillée
La pièce débute par une tirade de Saturne (Bruno Sermonne) adressée à Ré, son fils bâtard (Michel Fau) et Monsieur Loyal, un journaliste et semblant de majordome (Olivier Py). Dans cette tirade, on apprend que Saturne est à la tête d'un journal appelé "La République", journal qui parait s'écrouler. La tirade présente aussi le rapport entre Saturne et ses enfants, Ans (Amira Casar), Paul (Nâzim Boudjenah) et Simon (Philippe Girard), ainsi que Ré.

## Distribution (2009)
- Nâzim Boudjenah : Paul
- Amira Casar : Ans

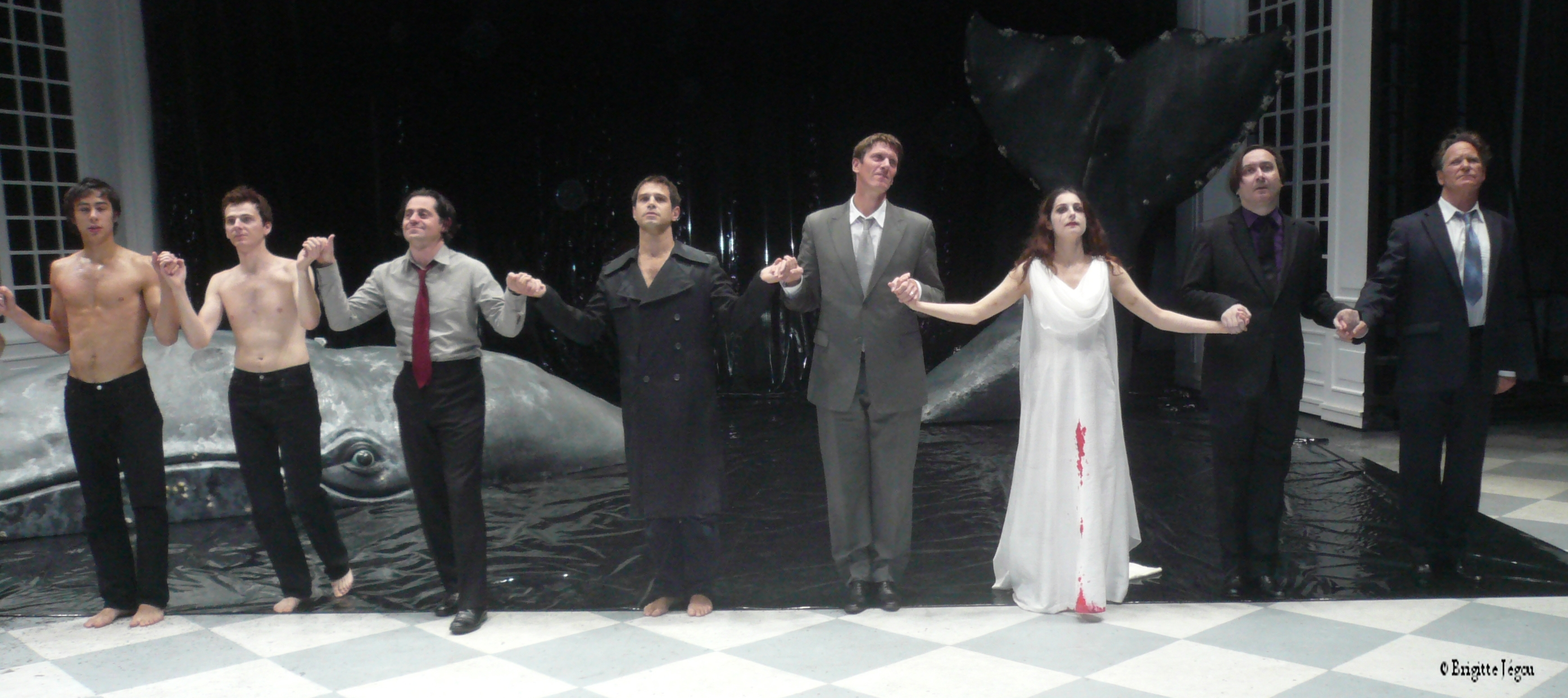
La troupe saluant le public à la fin d'une représentation de la pièce en 2009.

- Matthieu Dessertine : Virgile, fils de Simon
- Mathieu Elfassi : un serveur
- Michel Fau : Ré, fils bâtard de Saturne
- Philippe Girard : Simon
- Frédéric Giroutru : Nour
- Laurent Pigeonnat : Silence
- Olivier Py : Monsieur Loyal
- Bruno Sermonne : Saturne
- Pierre Vial : le fossoyeur

## Accueil
Fabienne Darge pour Le Monde qualifie la pièce d'indigeste, en raison notamment d'« un lyrisme fabriqué, qui s'apparente ici à du pompiérisme », le texte étant, selon elle, « encombré d'un bric-à-brac mythologique ».